# (10500) Nishi-koen
(10500) Nishi-koen (1987 GA) – planetoida z pasa głównego asteroid okrążająca Słońce w ciągu 4,4 lat w średniej odległości 2,68 j.a. Odkryta 3 kwietnia 1987 roku.